# Clavelina arafurensis
Clavelina arafurensis is een zakpijpensoort uit de familie van de Clavelinidae. De wetenschappelijke naam van de soort is voor het eerst geldig gepubliceerd in 1952 door Tokioka.